# Theresa Senff
Pour les articles homonymes, voir Senff.
Theresa Senff née le 2 février 1982 à Arnstadt, est une coureuse cycliste allemande des années 2000.

## Palmarès
- 2003
  - 2e du championnat d'Europe sur route Espoirs
- 2004
  - Tour de la Drôme
  - 3e du Tour de Feminin - Krásná Lípa
- 2005
  - 5e étape du Tour de Feminin - Krásná Lípa
  - Tour de Thuringe :
    - Classement général
    - 5e étape

  - 3e de Durango-Durango Emakumeen Saria
  - 5e de la Flèche wallonne (Cdm)
- 2006
  - Tour de Feminin - Krásná Lípa :
    - Classement général
    - 1re étape

  - Holland Hills Classic
  - 2e du championnat d'Allemagne sur route
  - 3e de Durango-Durango Emakumeen Saria
  - 3e de l'Heure d'or féminine (Cdm)
  - 4e du Gran Premio Castilla y Leon (Cdm)
  - 7e du Tour des Flandres (Cdm)